# ميت الكرماء
قرية ميت الكرماء هي إحدى القرى التابعة لمركز طلخا في محافظة الدقهلية في جمهورية مصر العربية. حسب إحصاءات سنة 2006، بلغ إجمالي السكان في ميت الكرماء 22945 نسمة، منهم 12010 رجل و10935 امرأة.

## التاريخ
قرية ميت الكرماء من القرى القديمة، حيث وردت باسم «منية سيف الدولة» في أعمال السمنودية ضمن قرى الروك الصلاحي التي أحصاها ابن مماتي في كتاب قوانين الدواوين، كما وردت باسم «منية سيف الدولة» في أعمال الغربية ضمن قرى الروك الناصري التي أحصاها ابن الجيعان في كتاب «التحفة السنية بأسماء البلاد المصرية». وفي العصر العثماني وردت باسم «منية الغرق» في التربيع العثماني الذي أجراه الوالي العثماني سليمان باشا الخادم في عصر السلطان العثماني سليمان القانوني ضمن قرى ولاية الغربية، وفي تاريخ 1228هـ/1813م الذي عدّ قرى مصر بعد المسح الذي قام به محمد علي باشا باسم «ميت الغُرقا» ضمن قرى مديرية الغربية. ويُذكر أنه تغير الاسم حديثًا إلى ميت الكرماء.
وفي عام 1892م، برز اسم القرية حين كان خطيب الثورة العرابية عبد الله النديم مطلوبًا للمحاكمة لدوره الكبير في مناهضة الاحتلال البريطاني لمصر، ورصدت سلطات الاحتلال مكافأة قدرها خمسة آلاف جنيه مصري ـ وهو مبلغ كبير جدًا في ذلك الوقت ـ كمكافأة لمن يرشد الشرطة عن مكانه، ورغم ضخامة المبلغ، إلا أن أحد أبناء القرية من عائلة القصبي وهو الشيخ شحاته القصبي قام بإخفاء النديم في بيته 9 سنوات كاملة. وفشلت سلطات الاحتلال في الوصول اليه، وعندما توفي صاحب البيت اضطر النديم للخروج من القرية، وظل ينتقل من قرية إلي أخرى حتى ألقي القبض عليه.